# Roda Sport in het seizoen 1961/62
Het seizoen 1961/1962 was het achtste en laatste jaar in het bestaan van de Kerkraadse betaaldvoetbalclub Roda Sport. De club kwam uit in de Nederlandse Tweede divisie en eindigde daarin op de tweede plaats. Tevens deed de club mee aan het toernooi om de KNVB beker, hierin werd de club in de derde ronde uitgeschakeld door NAC (1–2). Na het seizoen fuseerde club met plaatsgenoot Rapid JC om verder te gaan onder de naam Roda JC.

## Wedstrijdstatistieken

### Tweede divisie
|       | Baronie | EDO   | De Graafschap | Helmondia '55 | LONGA | N.E.C. | Oldenzaal | PEC   | RCH   | Tubantia | UVS   | Velox | Zwartemeer | Zwolsche Boys |
| ----- | ------- | ----- | ------------- | ------------- | ----- | ------ | --------- | ----- | ----- | -------- | ----- | ----- | ---------- | ------------- |
| Thuis | 0 – 0   | 1 – 2 | 1 – 0         | 3 – 0         | 1 – 2 | 3 – 0  | 4 – 1     | 5 – 1 | 3 – 3 | 5 – 2    | 1 – 1 | 3 – 1 | 1 – 0      | 0 – 0         |
| Uit   | 3 – 2   | 3 – 3 | 1 – 0         | 0 – 0         | 1 – 1 | 1 – 4  | 0 – 3     | 0 – 0 | 2 – 1 | 3 – 0    | 1 – 2 | 5 – 2 | 0 – 2      | 1 – 2         |

### KNVB beker
| 1e ronde                                        | Emma                | 1 – 3 (1 – 1) | Roda Sport                                               |
| 21 oktober 1961 Plaats: Dordrecht Reeweg        | Van der Luit 44'    |               | 8' Hens Fischer 47' Sjef Rademacher 50' Lothar Logen     |
| 2e ronde                                        | Helmond             | 1 – 4 (1 – 2) | Roda Sport                                               |
| 31 maart 1962 Plaats: Helmond Houtsdonk         | Van Zutphen         |               | 17' Hens Fischer 21', 84' Piet Giesen 80' Joseph Büttgen |
| 3e ronde                                        | Roda Sport          | 1 – 2 (1 – 1) | NAC                                                      |
| 28 april 1962 Plaats: Kerkrade Jonkerbergstraat | Sjef Rademacher 21' |               | 32' Jacques Visschers 89' Leo Canjels                    |

## Statistieken Roda Sport 1961/1962

### Eindstand Roda Sport in de Nederlandse Tweede divisie 1961 / 1962
| Stand | Gespeeld | Gewonnen | Gelijk | Verloren | Punten | Doelpunten voor | Doelpunten tegen |
| ----- | -------- | -------- | ------ | -------- | ------ | --------------- | ---------------- |
| 2e    | 28       | 13       | 8      | 7        | 34     | 53              | 34               |

### Topscorers
| #                | Naam                        | Goal |
| ---------------- | --------------------------- | ---- |
| 1.               | Hens Fischer                | 10   |
| 2.               | Sjef Rademacher             | 9    |
| 3.               | Gerard Hoenen               | 8    |
| 3.               | Lothar Logen                | 8    |
| 5.               | Joseph Büttgen              | 7    |
| 6.               | Piet Giesen                 | 6    |
| 7.               | André Dovermann             | 1    |
| 7.               | J. Janssen                  | 1    |
| Eigen doelpunten |                             |      |
| -                | Foppe ten Hoor (Zwartemeer) | 1    |
| -                | Pedro Koolman (N.E.C.)      | 1    |
| -                | Koos Sins (Baronie)         | 1    |
| Totaal           | Totaal                      | 53   |

| #      | Naam            | Goal |
| ------ | --------------- | ---- |
| 1.     | Hens Fischer    | 2    |
| 1.     | Piet Giesen     | 2    |
| 1.     | Sjef Rademacher | 2    |
| 4.     | Joseph Büttgen  | 1    |
| 4.     | Lothar Logen    | 1    |
| Totaal | Totaal          | 8    |